# 모현도서관 (익산시)
모현도서관은 전북특별자치도 익산시에 있는 공립 도서관이다.

## 연혁
- 2011년 5월 31일 모현도서관 개관.